# Дівчина у лабіринті
«Дівчина у лабіринті» (італ. L'uomo del labirinto) — італійський трилер 2019 року режисера та сценариста Донато Каррізі, заснований на однойменному романі Каррізі 2017 року.

## Сюжет
По дорозі до школи дівчину Саманту Андретті викрадають. Приватний детектив Дженко, фахівець зі стягнення боргів, погоджується знайти її.
Минає п'ятнадцять років. Саманту знаходять голою в лісі зі зламаною ногою. У лікарні приходить до тями жінка, яка знаходиться під пильним наглядом; їй призначили профайлера, доктора Гріна, який начебто намагається відновити її спогади. Жінка розповідає про жахливий лабіринт, у якому вона була ізольована, та ігри, у які вона була змушена грати, щоб вижити.
Тим часом Дженко, який неминуче помре через невиліковну хворобу серця, бажає відкупитися за розслідування, яке він не зміг вирішити, і знову присвячує себе справі зникнення Саманти Андретті. Він знаходить чоловіка, який, знайшовши Саманту, зробив анонімний дзвінок поліцейським. Той розповідає детективу, що на стежці, неподалік від дівчини, він бачив чоловічу постать із кролячою мордою та червоними очима. Йдучи цим слідом, Дженко відслідковує профіль Робіна Бассо, який, коли він був дитиною, теж був зниклим три дні. Він знаходить стару жінку, яка показує йому серед старих предметів, що належали Робіну Бассо, комікс, головним героєм якого був кролик із червоними очима у формі серця на ім’я Банні.
Детектив зазнає нападу, але йому вдається втекти від чоловіка в масці кролика, який тим часом вбиває стару жінку. Дженко дізнається про езотеричну природу коміксів: за допомогою дзеркала невинні малюнки виявляються сатанинськими образами.
Тим часом найближчу подругу детектива Лінду викрадає та катує чоловік у масці кролика. Дженко намагається її врятувати, але приходить надто пізно. У ванні квартири він знаходить чоловіка на ім'я Лай, серйозно пораненого ножем в живіт, який, перш ніж втратити свідомість, зізнається, що знає нападника.
Детектив знаходить фотографію, на якій молодий Робін зображений зі своїм другом. Потім знаходить старого ризничого, який зізнається йому, що він один із багатьох хлопчиків, яких заманили та викрали, і що він, у свою чергу, викрадав інших хлопчиків і жорстоко поводився з ними, включаючи самого Робіна Бассо. Кожен з них передав ту саму біду іншим, які з жертв перетворилися на катів. Ризничий вказує на фотографії Робіна як хлопчика з родимою плямою. Дженко вистежує будинок останнього, але виявляє, що Бассо змінив своє ім’я на Лай. Дженко, який записував на диктофон кожен крок свого дослідження, помирає, залишивши касету детективу Берішу. Тому вдається зупинити Бассо. У лікарні Беріш дізнається, що Саманта безнадійно психічно хвора й більше ні з ким не може розмовляти.
Тільки в цей момент глядач дізнається, що дівчина та жінка, яку госпіталізовано, — це дві різні людини: жінка на лікарняному ліжку - не хто інший, як слідчий Міла Васкес, викрадена та ув'язнена в лабіринті, що містить фіктивну лікарняну палату. Доктор Грін — не профайлер, а садист, який змушував її вірити, що вона Саманта. В один із моментів ясності жінці-поліцейській вдається зрозуміти, хто вона, де вона і втікти з лабіринту.

## У ролях
| Актор            | Роль             |
| ---------------- | ---------------- |
| Тоні Сервілло    | Бруно Дженко     |
| Валентина Беллі  | Саманта Андретті |
| Вінісіо Маркіоні | Сімон Беріш      |
| Дастін Гоффман   | доктор Грін      |